# Ликвидаторы последствий аварии на Чернобыльской АЭС
Ликвидаторы — общее обозначение 526 250 человек, принимавших участие в ликвидации последствий аварии на Чернобыльской АЭС, произошедшей 26 апреля 1986 года.

## Участники ликвидации и жертвы аварии

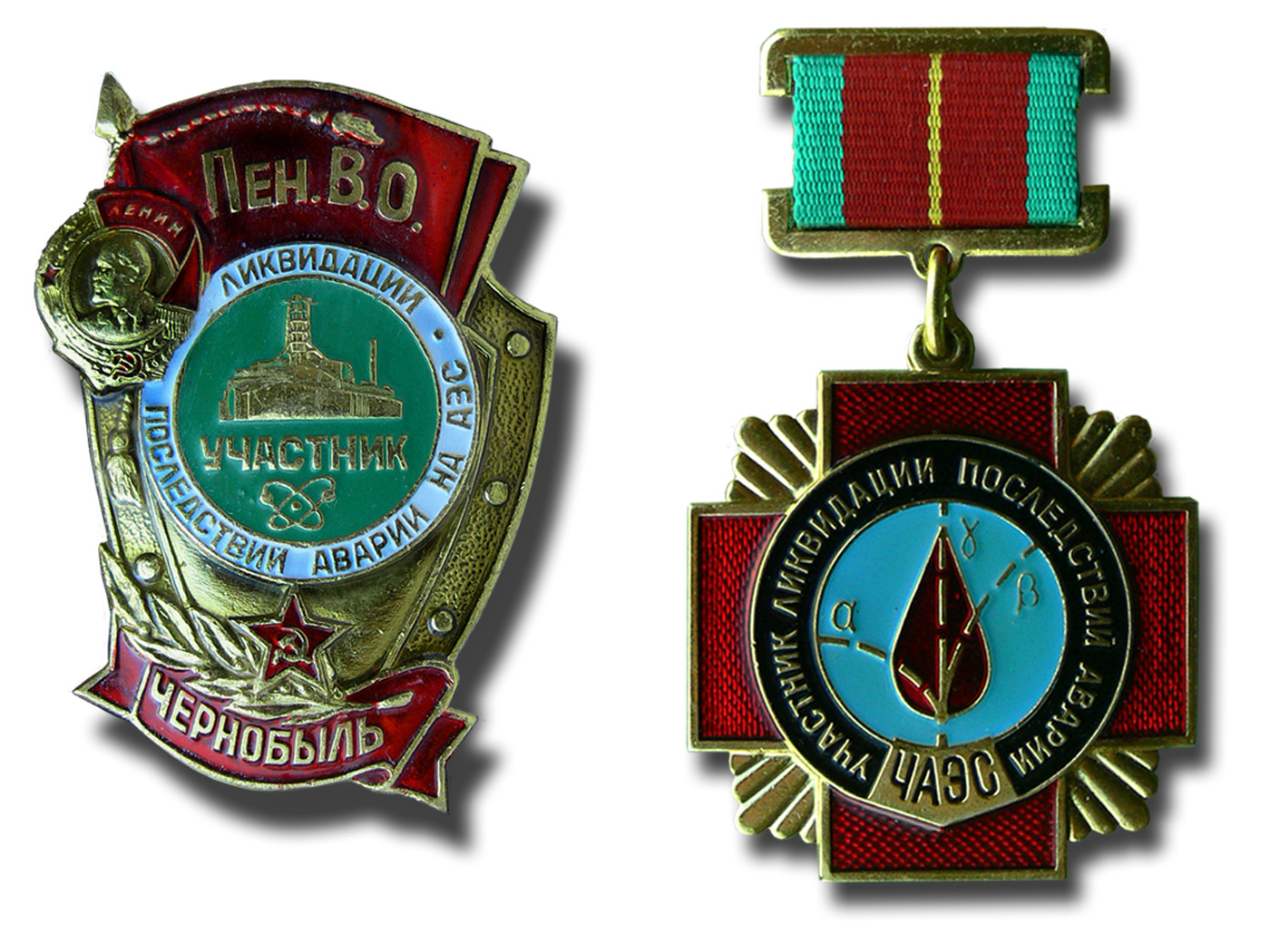
Знак участника ликвидации последствий

Первыми в ликвидации последствий аварии приняли участие сами сотрудники станции. Они занимались отключением оборудования, разбором завалов, устранением очагов возгораний на аппаратуре и другими работами непосредственно в реакторном зале, машинном зале и других помещениях аварийного блока.
Первая информация о ЧП на 4-м энергоблоке появилась по ЦТ в воскресенье, 27 апреля — из г. Припяти — населённом пункте, расположенном в 3 км от АЭС, все 50000 его жителей были вывезены в эвакуацию с опозданием на сутки.
Число жертв аварии составило 30 человек, о первых 2 жертвах взрыва — один погиб непосредственно во время взрыва, ещё один умер сразу после аварии от множественных травм — сообщили страницы газеты Правда во вторник, 29 апреля. К 30 апреля вокруг аварийного блока началось интенсивное выделение изотопов цезия-137 с повышенной ПДК радиационного фона. Превышение — в 87000 раз. В течение 10 суток — до 10 мая реактор дышит, первый саркофаг сомкнётся в декабре. 2 мая отклоняются предложения США об оказании помощи. К 4 мая радиоактивное облако достигает территории Беларуси, Украины, западных областей СССР, Норвегии, Швеции, Финляндии. Остальные 28 человек — скончались в течение первых трёх месяцев после аварии от радиационных ожогов и острой лучевой болезни.
- Валерий Ходемчук — старший оператор главных циркуляционных насосов (ГЦН) реакторного цеха № 2 (погиб при взрыве, тело не найдено);
- Владимир Шашенок — инженер-наладчик систем автоматики, сотрудник шефского ПО «Смоленскатомэнергоналадка» (умер в 5 утра в Припятской МСЧ-126 от перелома позвоночника и множественных травм, полученных в результате обрушения).

Валерий Ходемчук и Владимир Шашенок стали непосредственными жертвами аварии.
- Александр Акимов — начальник смены блока № 4; (умер 11 мая 1986 г.)
- Анатолий Баранов — старший дежурный электромонтер электрического цеха. Он сумел перевести турбогенераторы 3-го и 4-го энергоблоков с водорода на азот, что дало возможность предотвратить взрыв и пожар в машинном зале. Рискуя своей жизнью, Анатолий Иванович вместе со своими товарищами смогли локализовать аварийную ситуации на электроприборах, тем самым не дав пожару перекинуться на другие блоки электростанции. (умер 20 мая 1986 г.)
- Вячеслав Бражник — машинист турбинного цеха. Одним из первых принялся к локализации аварии на ЧАЭС, перекрыв маслопровод, где были разорваны дренажи. Этими действиями предотвратил распространение пожара. (умер 14 мая 1986 г.)
- Юрий Вершинин — машинист-обходчик турбинного цеха; (умер 21 июля 1986 г.)
- Виктор Дегтяренко — оператор ГЦН реакторного цеха № 2; (умер 19 мая 1986 г.)
- Юрий Коновал — старший дежурный электромонтер электрического цеха; (умер 28 мая 1986 г.)
- Александр Кудрявцев — старший инженер управления реактором реакторного цеха № 2; (умер 14 мая 1986 г.)
- Анатолий Кургуз — старший оператор центрального зала реакторного цеха № 2; (умер 12 мая 1986 г.)
- Александр Лелеченко — заместитель начальника электрического цеха; (умер 7 мая 1986 г.)
- Виктор Лопатюк — старший дежурный электромонтер электрического цеха; (умер 17 мая 1986 г.)
- Александр Новик — машинист-обходчик турбинного цеха; (умер 26 июля 1986 г.)
- Валерий Перевозченко — начальник смены реакторного цеха № 2; (умер 13 июня 1986 г.)
- Константин Перчук — старший машинист турбинного цеха; (умер 20 мая 1986 г.)
- Виктор Проскуряков — старший инженер-механик реакторного цеха № 2; (умер 17 мая 1986 г.)
- Анатолий Ситников — заместитель главного инженера по эксплуатации первой очереди. В ночь аварии был вызван на станцию для участия в ликвидации аварии на 4-м энергоблоке. Анатолий Андреевич обследовал весь реакторный блок и центральный зал, поднимался на крышу блока «В». (умер 30 мая 1986 г.)
- Леонид Топтунов — старший инженер управления реактором реакторного цеха № 2. В первые часы аварии, вместе с участниками смены и другими людьми из персонала станции, предпринимал меры по локализации аварии и нераспространению её на другие энергоблоки, выполнял работы по локализации последствий аварии. Участвовал в организации подачи воды в активную зону реактора. Леонид Топтунов оставался на блоке до 8 утра, несмотря на общее тяжёлое физическое состояние вследствие полученных больших доз ионизирующего облучения. (умер 14 мая 1986 г.)
- Анатолий Шаповалов — старший дежурный электромонтер электрического цеха; (умер 19 мая 1986 г.)
- Владимир Савенков — ведущий инженер Харьковского турбинного завода (ныне — ПАО «Турбоатом»); (умер 21 мая 1986 г.)
- Георгий Попов — испытатель вибролаборатории Харьковского турбинного завода (ныне — ПАО «Турбоатом»)[2]; (умер 13 июня 1986 г.)
- Иван Орлов — изолировщик-пленочник «Чернобыльэнергозащита»; (умер 13 мая 1986 г.)
- Екатерина Иваненко — охранник ОВО Припятского ГОВД; (умерла 26 мая 1986 г.)
- Клавдия Лузганова — охранник ОВО Припятского ГОВД. (умерла 31 июля 1986 г.)

Из сотрудников, находившихся на блоке в ночь аварии, выжили лишь несколько:

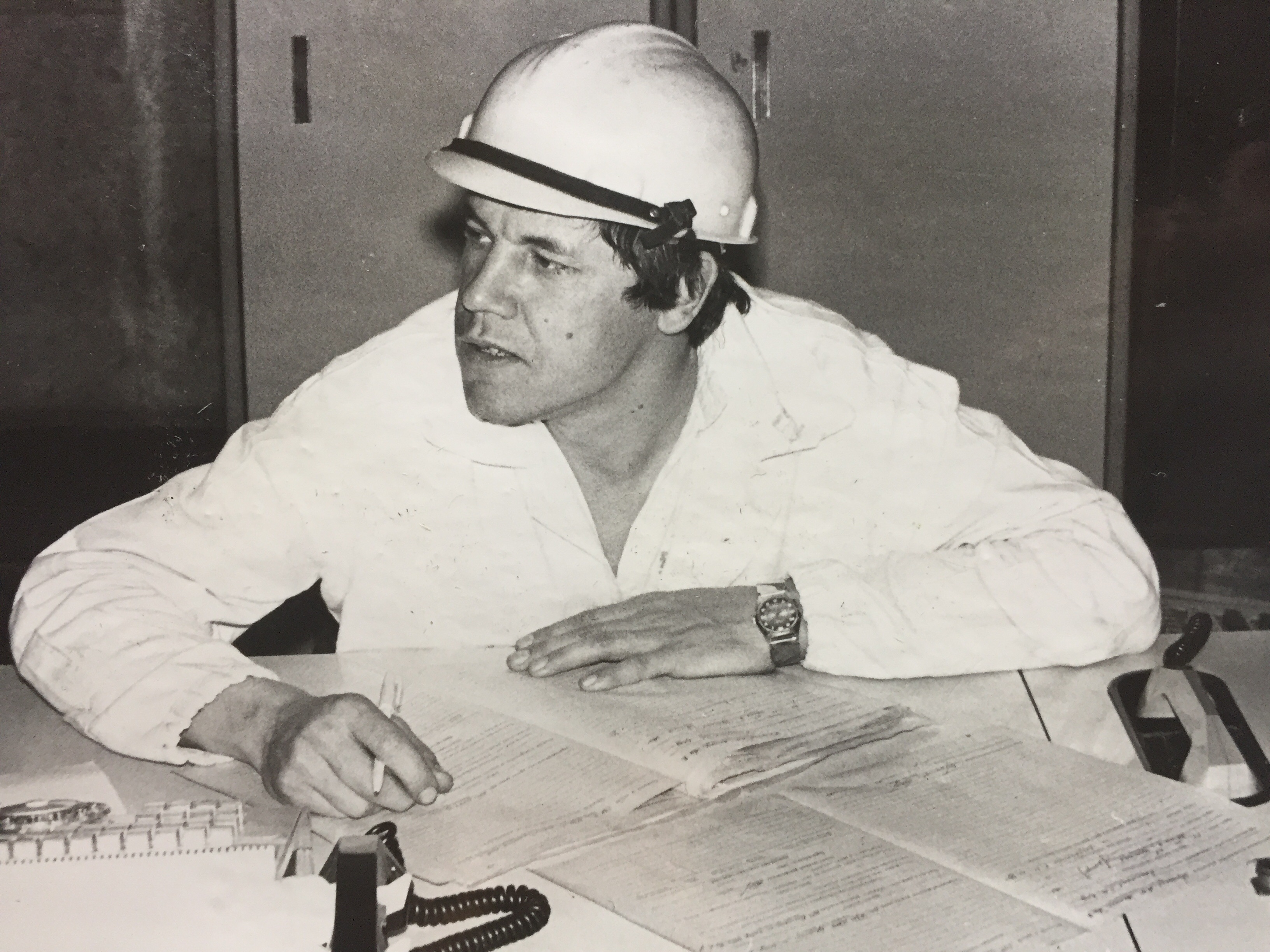
Давлетбаев Р. И. на рабочем посту на Чернобыльской АЭС, 1975—1986 гг.

- Анатолий Дятлов — заместитель главного инженера по эксплуатации второй очереди; лицо, ответственное за безопасность проведения испытаний на 4-м реакторе. Был признан одним из виновных в аварии. Умер 13 декабря 1995 года от сердечного приступа.
- Разим Давлетбаев — заместитель начальника турбинного цеха № 2, род. 15 февраля 1950 г. в д. Тат. Кандыз ТАССР, в 1975 г. окончил МЭИ, Указом Президента России № 971 от 21.06.1996 г. «за мужество и самоотверженность, проявленные при ликвидации последствий аварии на Чернобыльской АЭС» награждён Орденом Мужества[3], умер 15 марта 2017 года от острого лейкоза[4];
- Пётр Паламарчук — руководитель Чернобыльского пусконаладочного управления;
- Николай Горбаченко — дежурный-дозиметрист ЧАЭС;
- Олег Генрих — оператор центрального зала реакторного цеха № 2;
- Юрий Трегуб — начальник смены блока № 4;
- Юрий Корнеев — оператор турбины;
- Геннадий Русановский — второй оператор ГЦН реакторного цеха № 2 (умер в 2020 году);
- Борис Столярчук — старший инженер управления блоком;
- Игорь Киршенбаум — старший инженер управления турбиной;
- Александр Ювченко — старший инженер-механик (умер в возрасте 47 лет в 2008 году);
- Герман Бусыгин — начальник смены турбинного цеха (умер в 1993 году);
- Сергей Газин — старший инженер управления турбиной;
- Геннадий Метленко — ст. бригадный инженер «Донтехэнерго»;
- Виктор Смагин — начальник смены блока (умер в 2023 году).

Около сорока пожарных под руководством майора Леонида Телятникова, милиционеров и работников станции были первыми ликвидаторами. Шестеро пожарных умерли в течение нескольких недель от радиационных ожогов и острой лучевой болезни:
- Николай Титенок — пожарный самостоятельной военизированной пожарной части № 6 (СВПЧ-6), охранявшей г. Припять; (умер 16 мая 1986 г.)
- Владимир Правик — начальник караула военизированной пожарной части № 2 (ВПЧ-2), охранявшей ЧАЭС; (умер 11 мая 1986 г.)
- Виктор Кибенок — начальник караула СВПЧ-6; (умер 11 мая 1986 г.)
- Василий Игнатенко — командир отделения СВПЧ-6; (умер 13 мая 1986 г.)
- Николай Ващук — командир отделения СВПЧ-6; (умер 14 мая 1986 г.)
- Владимир Тишура — старший пожарный СВПЧ-6. (умер 16 мая 1986 г.)

Остальные участники:
- Милицейская бригада из Киева числом 300 человек, члены которой закапывали загрязнённую почву;
- Медицинский персонал;
- Многочисленная рабочая сила (в основном военные), которая была призвана для дезактивации и очистки зоны перед постройкой саркофага (учёт военных-призывников сильно усложнён из-за «утерянных» документов о месте службы);
- Работники Управления строительства № 605 (УС-605) — включая не только личный состав специальных военно-строительных частей Министерства среднего машиностроения СССР, но и добровольцев со всех областей которые и строили объект «Укрытие» («Саркофаг»).
- Внутренние войска, охранявшие зону вокруг Чернобыля;
- Водители;
- Салеев Александр Алексеевич Полковник медицинской службы. Кандидат медицинских наук Первый «биологический робот», очистивший крышу четвертого энергоблока （24.12.1949 −06.01.2007 гг）
- Шахтёры, которые откачали заражённую воду и предотвратили её попадание в бассейн реки Днепр;
- Вертолетчики, выполнявшие задачи по доставке грузов для закрытия реактора и облёты заражённой территории. Буторин Виктор Павлович (родился 22 февраля 1960 года), командир вертолёта воинской части 3553 Западно-Сибирского военного округа. Принимал участие в ликвидации последствий катастрофы на Чернобыльской АЭС, координируя сброс материалов на реактор и мониторинг зоны с воздуха. За проявленное мужество награждён Орденом Мужества 14 февраля 2000 года указом Президента РФ № 343. Удостоверение участника ликвидации последствий катастрофы на Чернобыльской АЭС № 088034 выдано в 1989 году.
- Военные: А. С. Королёв — начальник инженерных войск Киевского военного округа[5], Н. Т. Антошкин — руководил действиями личного состава по закрытию реактора, совершал облёты реактора;
- В правительственную комиссию вошли: В. А. Легасов (советский химик-неорганик), Б. Е. Щербина (председатель), А. И. Майорец (министр энергетики), Е. И. Воробьёв (член-корреспондент АМН СССР).

## Здоровье

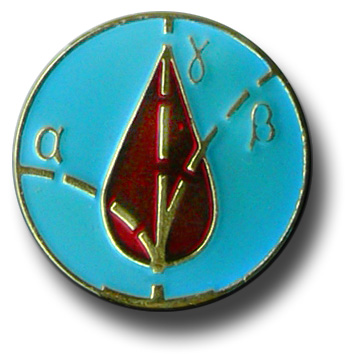
Основная часть знака Ликвидаторов с альфа- (α), бета- (β) и гамма-лучами (γ), проходящими сквозь каплю крови

В промежутке 1986—1992 годов насчитывалось 526 250 ликвидаторов и значительное число лиц, проживавших на момент аварии на территориях, попавших в зону распространения радиоактивного облака (не менее 480 000 — только на территории РСФСР). В дальнейшем правительство Российской Федерации так и не раскрыло истинные цифры пострадавших. Несмотря на это, по исследованиям белорусских учёных, смертность от рака среди этой категории населения в 4 раза выше, чем среди всего населения пострадавших стран.
Прогноз отдаленных радиологических эффектов по когорте ликвидаторов был сделан впервые ведущими экспертами на международной конференции в Вене (1996), приуроченной к 10-й годовщине Чернобыля. Было показано, что атрибутивный риск AR (доля радиационно-обусловленных раков среди всех выявленных) составит: по солидным ракам — 5 %, по лейкозам — 20 %.
- Согласно докладу ООН 5 сентября 2005 года международная группа, составленная из более чем 100 ученых, пришла к заключению, что от радиационного облучения в результате аварии на Чернобыльской атомной электростанции в конечном счете могло погибнуть в общей сложности до четырех тысяч человек[7].
- В апреле 1994 года в сообщении, посвящённом годовщине трагедии, из украинского посольства в Бельгии указывалось 25 000 погибших ликвидаторов начиная с 1986 года.
- Согласно данным Григория Лепнина, белорусского физика, работавшего на реакторе № 4, «приблизительно 100 000 ликвидаторов сейчас мертвы», из числа одного миллиона рабочих.
- Согласно данным Вячеслава Гришина, представителя Чернобыльского союза (организации, объединяющей ликвидаторов со всего СНГ и Прибалтики), «25 000 ликвидаторов из России сейчас мертвы и 70 000 — инвалиды, приблизительно такая ситуация и на Украине, и 10 000 ликвидаторов из Белоруссии сейчас мертвы и 25 000 имеют инвалидность», что составляет общее число 60 000 погибших (10 % от 600 000 ликвидаторов) и 165 000 инвалиды[8].

## Награды
Шестерых ликвидаторов удостоили звания Героя Советского Союза. Четверым из них вручили эту награду при жизни: Леониду Телятникову, Владимиру Пикалову, Николаю Антошкину, Николаю Мельнику. Еще двое получили это звание посмертно — Владимир Правик и Виктор Кибенок.

## 20 лет спустя
Двадцатая годовщина катастрофы была ознаменована чередой важных событий. Ликвидаторы провели в Киеве собрание, посвящённое годовщине трагедии, дабы напомнить властям о заслуженных компенсациях и о проблемах с медицинским обслуживанием. Подобные собрания проводились во многих городах бывшего Союза.
25 апреля 2006 года был открыт памятник Герою Советского Союза генералу Леониду Телятникову (он был среди числа самых первых ликвидаторов) на Байковом кладбище в Киеве.
200 ликвидаторов, которые в данный момент живут в Эстонии, надеются на помощь эстонского законодательства после встречи их представителей с президентом Эстонии Тоомасом Хендриком Ильвесом 26 апреля 2006 года. Причина этого — положение, установленное в эстонской конституции, говорящее о том, что государство может оказывать помощь только гражданам, которые являются «юридическими потомками» граждан Эстонской республики, проживавших на её территории в промежутке 1918—1940 года. В это же время ни Россия, ни Украина, ни Беларусь, ни Казахстан не предоставляют помощи ликвидаторам, проживающим за границей.
Многим ликвидаторам, проживающим в Хабаровске и служившим на момент аварии в армии, было отказано в помощи, поскольку «они не являлись нанятыми рабочими», но были военнообязанными. В результате пять ликвидаторов обратились в Европейский суд по правам человека с требованием выплатить им причитающуюся денежную компенсацию за причинённый вред здоровью.

## Память
Во многих городах бывшего СССР имеются памятники и памятные знаки, установленные ликвидаторам аварии на Чернобыльской АЭС.

Памятник «Скорбящий ангел» в Нижнем Новгороде
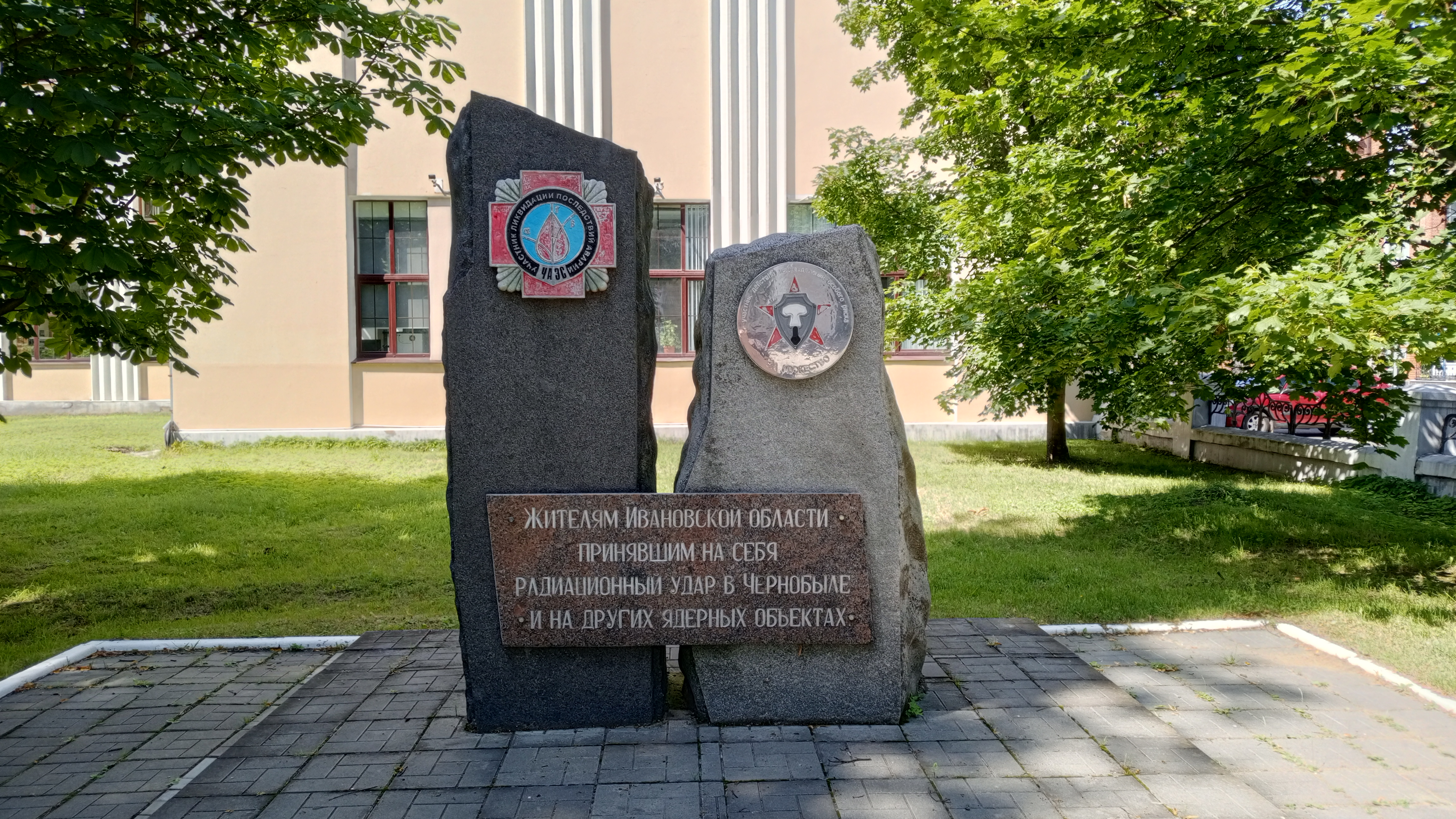
Жителям Ивановской области, принявшим на себя радиационный удар в Чернобыле и на других ядерных объектах, Иваново
Памятник ликвидаторам аварии на Чернобыльской АЭС в городе Сальске
Памятник ликвидаторам аварии на ЧАЭС в городе Каменск-Шахтинский
Памятник в честь ликвидаторов аварии на Чернобыльской АЭС в Майкопе
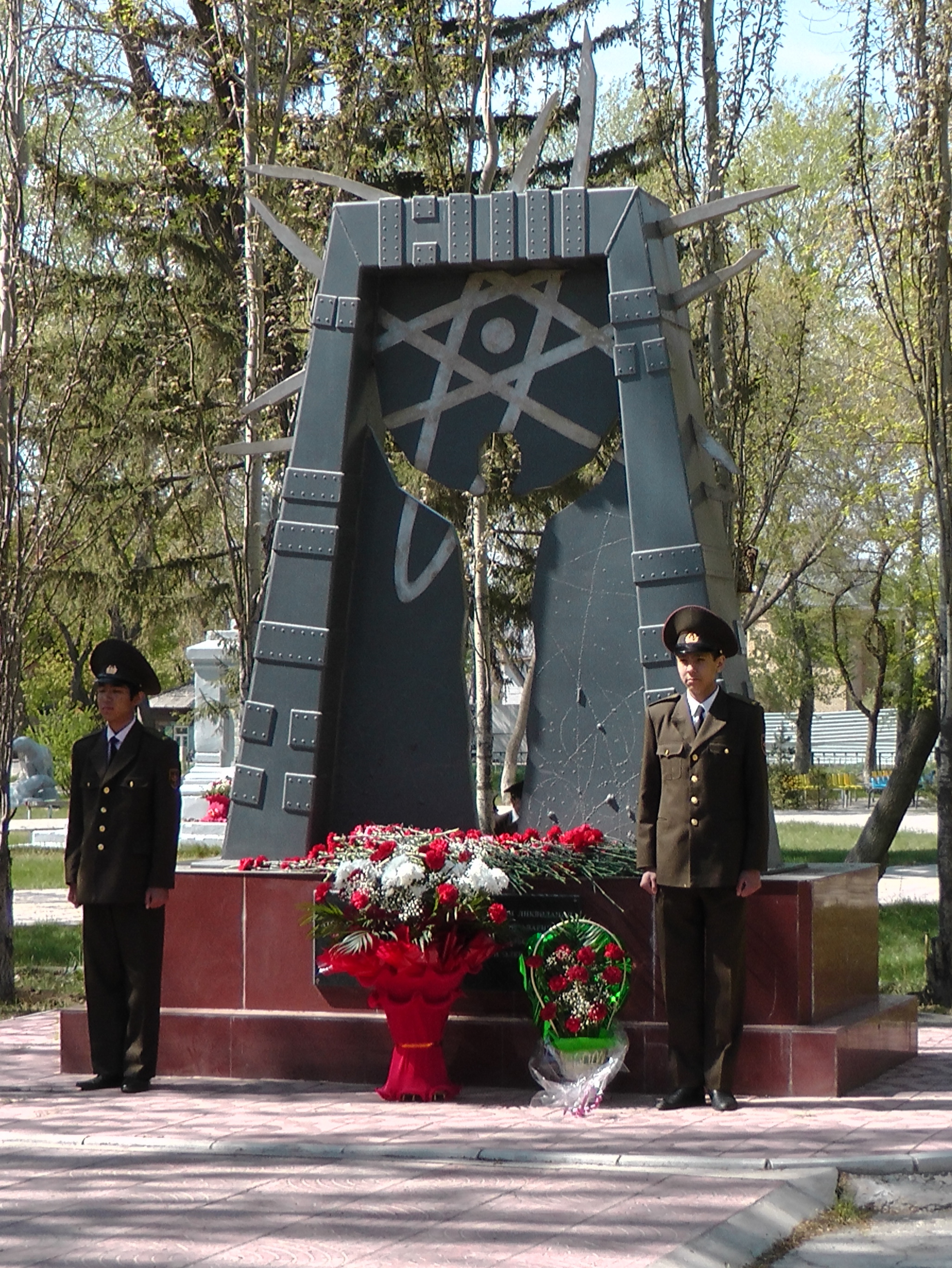
Памятник в Павлодаре (Казахстан)
Памятник ликвидаторам Чернобыльской катастрофы в Твери
Памятник «Защитившим от атома» в Волгограде
Памятник жертвам Чернобыля в Брянске
Памятник ликвидаторам на Митинском кладбище (Москва)